# ليفيسدن (هارتفوردشير)
ليفيسدن (بالإنجليزية: Leavesden)‏ هي منطقة سكنية وتجارية في الجزء الشمالي من واتفورد، إنجلترا.